# بخش مرکزی شهرستان عشق‌آباد
بخش مرکزی، یکی از بخش‌های شهرستان عشق‌آباد در استان خراسان جنوبی ایران است. مرکز این بخش، شهر عشق‌آباد است.

## تقسیمات کشوری
- بخش مرکزی شهرستان عشق‌آباد
  - دهستان دستگردان
  - دهستان ده محمد

شهرها: عشق‌آباد

## جمعیت
بر پایه سرشماری عمومی نفوس و مسکن در سال ۱۳۹۵، جمعیت بخش مرکزی شهرستان عشق‌آباد برابر با ۸٬۱۸۰ نفر بوده است.